# أوس بن الصامت
أَوْسُ بْنُ ٱلصَّامِتِ صحابِيّ من بني غنم بن عوف من الخزرج، أسلم وآخى النبي محمد ﷺ بينه وبين مرثد بن أبي مرثد الغنوي، وشهد مع النبي محمد المشاهد كلها، وهو الذي ظاهر زوجته، فنزلت فيه وفي زوجته خولة بنت ثعلبة آية: ﴿قَدْ سَمِعَ اللَّهُ قَوْلَ الَّتِي تُجَادِلُكَ فِي زَوْجِهَا وَتَشْتَكِي إِلَى اللَّهِ وَاللَّهُ يَسْمَعُ تَحَاوُرَكُمَا إِنَّ اللَّهَ سَمِيعٌ بَصِيرٌ ۝١﴾ [المجادلة:1]. توفي أوس في خلافة عثمان بن عفان في الرملة بفلسطين، وعمره 85 سنة، وكان له من الولد الربيع أمه خولة بنت ثعلبة.

## وصلات خارجية
- فتح الباري شرح صحيح البخاري - الظهار
- الحاوي الكبير للماوردي - بيان السبب في نزول حكم الظهار